# Carmine Gori-Merosi
Pour les articles homonymes, voir Gori.
Carmine Gori-Merosi  (né le 15 février 1810 à Subiaco, dans le Latium, et mort le 15 septembre 1886 à Rome) est un cardinal italien du XIXe siècle.

## Biographie
Carmine Gori-Merosi exerce diverses fonctions au sein de la curie romaine. Il entre très jeune à la daterie apostolique où il acquiert une grande expérience des affaires. 
Le pape Pie IX le nomme sous-dataire et archiprêtre de l'église Sainte-Marie-ad-Martyres. En 1876, il entre à la Chancellerie apostolique et, quelques années plus tard, le pape Léon XIII le récompense de ses services en le nommant au poste de secrétaire du Sacré-Collège et des Consistoires apostoliques.
Il est créé cardinal-diacre du titre de Sainte-Marie-ad-Martyres lors du consistoire du 10 novembre 1884.

## Sources
- La Semaine religieuse du diocèse de Tulle, 2 octobre 1886, no 40, p. 640.
- Fiche du cardinal Carmine Gori-Merosi sur le site fiu.edu